# 1993 في فرنسا
فيما يلي قوائم الأحداث التي وقعت خلال عام 1993 في فرنسا.

## أحداث
- 1 يناير – ألعاب البحر الأبيض المتوسط 1993

## سياسة

### تعيين في المنصب
- 1 يناير – جاك توبون وزير الثقافة في فرنسا ‏.
- 1 يناير – فرنسوا فيون وزارة التعليم العالي (فرنسا)،نائب فرنسي.
- 29 مارس – سيمون فاي وزيرة الصحة.
- 29 مارس – شارل باسكوا وزير الداخلية.
- 29 مارس – فرنسوا بايرو Minister of National Education  [لغات أخرى]‏،نائب فرنسي.
- 2 أبريل – ألان جوبيه نائب فرنسي.
- 2 أبريل – إيف بونيت نائب فرنسي.
- 2 أبريل – بيرنارد أكوير نائب فرنسي.
- 2 أبريل – جاك شيراك نائب فرنسي.
- 2 أبريل – جان فرانسوا دينيو نائب فرنسي.
- 2 أبريل – جان مارك أيرولت نائب فرنسي.
- 2 أبريل – جان-كلود غيسو نائب فرنسي.
- 2 أبريل – جيلبرت ماير نائب فرنسي.
- 2 أبريل – رايمون باغ نائب فرنسي.
- 2 أبريل – روزيلين باشيلو نائب فرنسي.
- 2 أبريل – رولاند بلوم نائب فرنسي.
- 2 أبريل – سيغولين رويال نائب فرنسي.
- 2 أبريل – فيليب دو فيلييه نائب فرنسي.
- 2 أبريل – كريستيان توبيرا نائب فرنسي.
- 2 أبريل – كريستيان دانيال نائب فرنسي.
- 2 أبريل – لوران فابيوس نائب فرنسي.
- 2 أبريل – ميشال آليو ماري نائب فرنسي.
- 2 أبريل – نيكولا امالينا نائب فرنسي.
- 2 أبريل – نيكولا ساركوزي نائب فرنسي.
- 19 سبتمبر – جان كلود تريشيه Governor of the Bank of France [الإنجليزية]‏.

### انتهاء فترة المنصب
- 1 أبريل – ألان جوبيه نائب فرنسي،نائب فرنسي.
- 1 أبريل – جاك شيراك نائب فرنسي.
- 1 أبريل – جان فرانسوا دينيو نائب فرنسي.
- 1 أبريل – جان مارك أيرولت نائب فرنسي.
- 1 أبريل – جان-كلود غيسو نائب فرنسي.
- 1 أبريل – رايمون باغ نائب فرنسي.
- 1 أبريل – روزيلين باشيلو نائب فرنسي.
- 1 أبريل – رولاند بلوم نائب فرنسي.
- 1 أبريل – فرانسوا أولاند نائب فرنسي.
- 1 أبريل – فرنسوا بايرو نائب فرنسي،نائب فرنسي.
- 1 أبريل – فرنسوا فيون نائب فرنسي،نائب فرنسي.
- 1 أبريل – فيليب دو فيلييه نائب فرنسي.
- 1 أبريل – لوران فابيوس نائب فرنسي.
- 1 أبريل – ميشال آليو ماري نائب فرنسي،نائب فرنسي.
- 1 أبريل – نيكولا امالينا نائب فرنسي.
- 1 أبريل – نيكولا ساركوزي نائب فرنسي،نائب فرنسي.

## رياضة
- 1 يناير – دورة فرنسا المفتوحة 1993
- 4 يوليو – جائزة فرنسا الكبرى 1993 الفائز ألن بروست.

## ظهور
- 1 يناير – دافت بانك

## أفلام
من الأفلام التي صدرت هذه السنة في فرنسا:
- 1 يناير – البيانو من إخراج جين كامبيون.
- 1 يناير – بوذا الصغير من إخراج برناردو برتولوتشي.

## برامج ومسلسلات وأنمي
- حكايات قندس

## موسيقى

### أغاني
من الأغاني التي صدرت هذه السنة في فرنسا:
- 26 أبريل – ماريا ماكدلينا من غناء ساندرا.

## مواليد

### يناير
- 10 يناير – مارسيل تيسراند لاعب كرة قدم كونغولي.
- 16 يناير – أماندين هيس لاعبة كرة مضرب فرنسية.
- 16 يناير – بابا ديمبا كامارا لاعب كرة قدم سنغالي.
- 20 يناير – مورغان بولانسكي ممثلة فرنسية.
- 25 يناير – إيريس ميتينير
- 26 يناير – فلوران توفان لاعب كرة قدم فرنسي.
- 27 يناير – روكسان دوران ممثلة فرنسية.
- 27 يناير – يايا سانوغو لاعب كرة قدم فرنسي.

### فبراير
- 1 فبراير – لوريس باز متسابق دراجات نارية فرنسي.
- 4 فبراير – رشيد آيت عثمان لاعب كرة قدم فرنسي.
- 15 فبراير – جيوفري كوندوبيا لاعب كرة قدم فرنسي.
- 25 فبراير – فريد بولاية لاعب كرة قدم جزائري.
- 27 فبراير – ألفونس أريولا لاعب كرة قدم فرنسي.

### مارس
- 1 مارس – جوردان فيريتو لاعب كرة قدم فرنسي.
- 5 مارس – تريستان لاماسيني لاعب كرة مضرب فرنسي.
- 10 يناير – مارسيل تيسراند لاعب كرة قدم كونغولي.
- 15 مارس – بول بوغبا لاعب كرة قدم فرنسي.
- 16 مارس – مارين لورفيلين
- 20 مارس – جوردان أبوكي لاعب كرة سلة فرنسي.
- 21 مارس – براين بابيت لاعب كرة قدم فرنسي.

### أبريل
- 9 أبريل – ريان بنستي ممثل فرنسي.
- 25 أبريل – رافاييل فاران لاعب كرة قدم فرنسي.

### مايو
- 1 مايو – جيان كريستوف باهيباك لاعب كرة قدم فرنسي.
- 10 مايو – يوان باربت لاعب كرة قدم فرنسي.
- 13 مايو – غريغوري دي كارلو متسابق دراجات نارية فرنسي.
- 14 مايو – كريستينا ملادينوفيتش لاعبة كرة مضرب فرنسية.

### يونيو
- 3 يونيو – فلوريان مارينو متسابق دراجات نارية فرنسي.

### يوليو
- 5 يوليو – جوهان أوبيانغ لاعب كرة قدم غابوني.
- 7 يوليو – غراس زادي لاعبة كرة يد فرنسية.
- 10 يوليو – فلوريان سينيشال درّاج طريق فرنسي.
- 18 يوليو – نبيل فقير nabil fekir.
- 20 يوليو – لوكاس دينييه لاعب كرة قدم فرنسي.

### أغسطس
- 20 أغسطس – لورا غلوسر لاعبة كرة يد فرنسية.

### سبتمبر
- 17 سبتمبر – سفيان بوفال لاعب كرة قدم مغربي.

### أكتوبر
- 16 أكتوبر – كارولين غارسيا لاعبة كرة مضرب فرنسية.

### نوفمبر
- 17 نوفمبر – يوحان بولي لاعب كرة قدم فرنسي.
- 22 نوفمبر – أديل أكزاركوبولوس ممثلة فرنسية.

### ديسمبر
- 22 ديسمبر – رافاييل غيريرو لاعب كرة قدم برتغالي.

## وفيات

### يناير
- 1 يناير – مارسيل كابيل (مواليد 1904) لاعب كرة قدم فرنسي.
- 21 يناير – فيليتشي بوريل (مواليد 1914) لاعب كرة قدم إيطالي.
- 27 يناير – أندريه العملاق (مواليد 1946)

### فبراير
- 24 فبراير – جان فرانسوا بايلي (مواليد 1937) ممثل فرنسي.

### مارس
- 1 يناير – مارسيل كابيل (مواليد 1904) لاعب كرة قدم فرنسي.

### مايو
- 9 مايو – فريا ستارك (مواليد 1893)
- 19 مايو – لوسيان تروبيل (مواليد 1919)

### يوليو
- 21 يوليو – رينيه جان جاكيه (مواليد 1933) لاعب كرة قدم فرنسي.

### أغسطس
- 1 أغسطس – ألفريد مانيسييه (مواليد 1911)

### سبتمبر
- 4 سبتمبر – هيرفي فيليتشايز (مواليد 1943)

### أكتوبر
- 28 أكتوبر – أحمد وهبي (مواليد 1921) مغني جزائري.

### نوفمبر
- 3 نوفمبر – هنري توماس (مواليد 1912) كاتب وشاعر فرنسي.